# Walther Brouwer
Walther Brouwer (* 12. Januar 1895 in Wilhelmshaven; † 20. Juli 1979 in Stuttgart) war ein deutscher Pflanzenbauwissenschaftler.

## Lebensweg
Brouwer, Sohn eines Gymnasialprofessors, war während des Ersten Weltkrieges Marineoffizier, arbeitete dann in der landwirtschaftlichen Praxis, studierte ab 1922 Landwirtschaft an der Georg-August-Universität Göttingen und promovierte dort 1926 bei Otto Tornau mit der Dissertation „Die Beziehungen zwischen Ernte und Witterung in der Landwirtschaft“. Anschließend arbeitete er als Assistent bei dem Kulturtechniker Wilhelm Freckmann (1878–1963) am Institut für Moorkultur der Preußischen Landwirtschaftlichen Versuchs- und Forschungsanstalten in Landsberg/Warthe. 1928 ging er an die Landwirtschaftliche Hochschule Berlin, wo er sich 1930 habilitierte und bis 1934 als Oberassistent am Institut für Kulturtechnik tätig war.
1934 wurde Konrad Meyer als Nachfolger von Ernst Klapp auf den Lehrstuhl für Acker- und Pflanzenbau an die Universität Jena berufen. Dieser wechselte bereits im Herbst des gleichen Jahres an die Landwirtschaftliche Fakultät der Friedrich-Wilhelms-Universität Berlin. Für ihn kam 1935 Brouwer an die Universität Jena. Mit großem Organisationstalent gelang es ihm, seinem Institut ein Versuchsgut anzugliedern (1937) und auch eine Arbeitsstätte für pflanzenzüchterische Arbeiten einzurichten. Vielen Forschungsvorhaben setzte der Zweite Weltkrieg, an dem Brouwer wiederum als Seeoffizier eingesetzt war, ein vorzeitiges Ende. 1945 wurde Brouwer zusammen mit anderen Wissenschaftlern von Einheiten der amerikanischen Armee aus Jena evakuiert. In Stuttgart-Hohenheim fand er eine neue Heimat. Von Ende 1945 bis März 1963 war er Direktor des Instituts für Pflanzenbau und Pflanzenzüchtung der Landwirtschaftlichen Hochschule Hohenheim und gleichzeitig Direktor der Württembergischen Landessaatzuchtanstalt.

## Forschungsleistungen
Browers Forschungsschwerpunkte lagen zunächst auf den Gebieten des Allgemeinen Pflanzenbaus und der Kulturtechnik. Besonders intensiv beschäftigte er sich mit den Problemen der Feldberegnung, wobei bei ihm die spezifischen Besonderheiten der landwirtschaftlichen Kulturpflanzen bei allen Beregnungsversuchen im Mittelpunkt standen. Sein 1933 erstmals erschienenes, mehrmals aufgelegtes Buch Die Feldberegnung war jahrzehntelang das maßgebende Werk auf dem Gebiet der Beregnungsliteratur.
Forschungsergebnisse seines Fachgebietes in Handbüchern zusammenzufassen, war für Brouwer stets ein besonderes Anliegen. Frühzeitig hat er sich auf dem Gebiet der Samenkunde einen Namen gemacht. Das von ihm gemeinsam mit Adolf Stählin erarbeitete umfassende Handbuch der Samenkunde (1955) ist bis heute das unübertroffene Standardwerk für die Wissenschaft und Saatgutpraxis.
Nach seiner Emeritierung schrieb Brouwer ein zweibändiges Handbuch des Speziellen Pflanzenbaues. Der erste Band (1972) behandelt die Hauptgetreidearten, der zweite Band (1976) Kartoffeln, Beta-Rüben, Raps und Rübsen, Erbsen und Ackerbohnen. Für den ersten Band zeichnet Brouwer als Alleinautor, beim zweiten Band unterstützten ihn namhafte Fachkollegen. Auch dieses Handbuch gehört zu den Standardwerken der Pflanzenbauwissenschaft.
1928 begründete Brouwer die Deutsche Landwirtschaftliche Rundschau, die einen Überblick über das gesamte landwirtschaftliche Schrifttum in Europa bot. Bis 1935, als diese bibliographische Zeitschrift ihr Erscheinen einstellen musste, hat Brouwer als Hauptschriftleiter zwölf Bände herausgegeben. Von 1949 bis 1970 war er auch Mitherausgeber der Zeitschrift für Acker- und Pflanzenbau. Von seinen ca. 150 wissenschaftlichen Veröffentlichungen sind viele in dieser Zeitschrift erschienen. Von 1961 bis 1963 war Brouwer Vorsitzender der Gesellschaft für Pflanzenbauwissenschaften.

## Auszeichnungen und Ehrungen
- 1960 Max-Eyth-Denkmünze in Silber der Deutschen Landwirtschafts-Gesellschaft
- 1960 Ehrendoktorwürde der Landwirtschaftlichen Fakultät der Universität Gießen
- 1965 Ehrenmitglied der Gesellschaft für Pflanzenbauwissenschaften

## Hauptwerke
- Landwirtschaftliche Samenkunde. Ein Schlüssel zum Bestimmen der kleinkörnigen Kultursamen sowie der wichtigsten Unkrautsamen. Neudamm 1927.
- Die Feldberegnung. Berlin 1933, 2. Aufl. ebd. 1935, 3. Aufl. Stuttgart 1950, 4. völlig neubearbeitete und erweiterte Auflage Frankfurt am Main 1959.
- Handbuch der Samenkunde für Landwirtschaft, Gartenbau und Forstwirtschaft mit einem Schlüssel zur Bestimmung der wichtigsten landwirtschaftlichen Samen (gemeinsam mit Adolf Stählin). DLG-Verlag Frankfurt am Main 1955, 2. Aufl. ebd. 1975.
- Handbuch des Speziellen Pflanzenbaues in zwei Bänden. Verlag Paul Parey, Berlin und Hamburg 1972 u. 1976.
- Ein Streifzug durch mein Leben. Vervielfältigtes maschinenschriftliches Manuskript o. O. u. o. J. (1977).